# Mount Sinai (berg i Grenada)
Mount Sinai är ett berg i Grenada.   Det ligger i parishen Saint Andrew, i den centrala delen av landet, 7 km öster om huvudstaden Saint George's. Toppen på Mount Sinai är 421 meter över havet. Mount Sinai ligger på ön Grenada. Det ingår i Saint Marks Mountains.
Terrängen runt Mount Sinai är kuperad åt nordväst, men åt sydost är den platt. Runt Mount Sinai är det tätbefolkat, med 286 invånare per kvadratkilometer. Närmaste större samhälle är Saint George's, 7,2 km väster om Mount Sinai. Omgivningarna runt Mount Sinai är en mosaik av jordbruksmark och naturlig växtlighet.